# Định lý Anne

Tổng của diện tích hai tam giác đối diện bằng tổng của diện tích hai tam giác còn lại,
A(LBC) + A(LDA) = A(LAB) + A(LCD)

Định lý Anne, đặt theo tên nhà toán học Pháp Pierre-Leon Anne (1806–1850), là một định lý trong lĩnh vực hình học Euclid, nói về một tính chất diện tích bằng nhau trong một tứ giác lồi. Định lý có nội dung như sau:
Cho tứ giác {\displaystyle ABCD} và một điểm L trên mặt phẳng khi đó tổng diện tích của hai tam giác {\displaystyle LAB,LCD} bằng tổng diện tích hai tam giác {\displaystyle LBC,LDA} khi và chỉ khi {\displaystyle L} nằm trên đường thẳng Newton